# Atopodentatus
Atopodentatus to wymarły rodzaj morskich gadów, prawdopodobnie bazalnych zauropterygów, pochodzących ze środkowego triasu (anizyk), z Luoping, prowincja Junnan, w południowo-wschodnich Chinach. Rodzaj zawiera tylko jeden gatunek Atopodentatus unicus. Uważa się, że występował 247–240 mln lat temu w środkowym triasie, około 6 mln lat po wymieraniu permskim. Atopodentatus był roślinożernym gadem wodnym, co jest raczej niespotykane – zwykle gady morskie są mięsożerne lub wszystkożerne.
Prawie kompletny szkielet wraz z lewą boczną stroną czaszki został odnaleziony w pobliżu wioski Daaozi w prowincji Junnan. Nazwa odnosi się do nietypowego kształtu szczęk, który sprawiał, że zęby nachodziły na siebie poziomo jak w zamku błyskawicznym. Jednak 2 czaszki znalezione w 2016 roku pokazały, że ówczesny holotyp uległ dużemu zmiażdżeniu, które zniekształciło szczęki. Obecnie uważa się, że szczęki zwierzęcia były szeroko rozstawione, upodabniając głowę do młotka, a szczęki do szufli.

## Opis
Atopodentatus osiągał 3 m długości. Krótkie, grube kończyny, obręcz biodrowa, zredukowana szyja, wydłużona szyja oraz formacja, w której został odnaleziony, świadczą o prowadzeniu wodnego trybu życia.
Z początku uważano, że szczęki były skierowane w dół, a zęby zachodziły na siebie jak w zamku błyskawicznym, jednak znaleziska z 2016 roku odrzuciły tę hipotezę, w rzeczywistości zwierzę miało głowę w kształcie młotka, a szczęki były szerokie i ustawione horyzontalnie. Zęby w kształcie dłut pomagały w wyciąganiu wodnej roślinności z dna morskiego.

## Taksonomia
Nazwa Atopodentatus składa się z greckiego atopos (άτοπος), co znaczy „niezwykły”, połączone z łacińskim dentatus „uzębiony” i jest odniesieniem do pierwszej, błędnej, interpretacji zwierzęcia. Epitet gatunkowy unicus „unikalny” również odnosi się do uzębienia.

## Paleoekologia
Z powodu swojego nietypowego uzębienia, początkowo uważano, że był filtratorem, żywiącym się przydennymi bezkręgowcami. Powstała hipoteza, że dzięki kończynom, które wciąż umożliwiały swobodne poruszanie się na lądzie, Atopodentatus przemierzał wybrzeża i plaże, przeczesując muł w poszukiwaniu zdobyczy. Znaleziska z 2016 roku zaprzeczyły tej hipotezie, analizy wykazały, że zwierzę bardziej prawdopodobnie żywiło się algami z dna morskiego. Odkrycie to sprawiło, że jest to drugi rodzaj wodnego gada roślinożernego z mezozoiku, obok sfenodonta Ankylosphenodona (badanie sugerowało również roślinożerność plakodonta Henodusa). Chronologicznie Atopodentatus był starszy o około 8 mln lat.